# Leiobunum patzquarum
Leiobunum patzquarum is een hooiwagen uit de familie Sclerosomatidae.